# Alberto Felice Marenghi-Marenco
Alberto Felice Marenghi-Marenco (Tortona, 16 giugno 1873 – Torino, 4 marzo 1940) è stato un generale, aviatore e militare italiano, inizialmente membro della Regio Esercito, fu uno dei pionieri dell'aviazione italiana, e partecipò come comandante di squadriglia alla guerra di Libia. Durante la prima guerra mondiale ricopri l'incarico di comandante del Gruppo Caproni da bombardamento, e quindi del Centro Formazione Squadriglie.

## Biografia
Nacque a Tortona (provincia di Alessandria) il 16 giugno 1873, figlio di Pietro Marenco, un impiegato comunale, e di Adelaide Folli, maestra ed insegnante di francese. Terminati gli studi liceali entrò come allievo del 2º corso alla Regia Accademia Militare di Fanteria e Cavalleria di Modena. Venne promosso sergente nel 1894 e sottotenente nel 1895. Nel 1908 partecipò ai soccorsi portati alle popolazioni colpite del disastroso terremoto di Messina, venendo decorato con una Medaglia d'argento al valor civile. Nel 1910, con il grado di capitano, venne mandato al Battaglione Specializzato per partecipare al corso aviatori. Frequentando detto corso si appassionò al mondo dell'aviazione. In seguito ricoprì incarichi di comando presso il campo di aviazione di Casale Monferrato, e presso le neocostituite scuole di volo di Aviano e della Malpensa. Successivamente frequentò la scuola di volo Blériot di Pau (Francia), dove conseguì il brevetto di pilota n. 717 rilasciato dalla Fédération Aéronautique Internationale il 18 gennaio 1912. Dopo un breve periodo trascorso presso la scuola di aviazione di Aviano venne inviato a Bengasi (Libia), dove diventò comandante della Squadriglia ivi assegnata, sostituendo il capitano Cuzzo Crea. che a sua volta diventò comandante della scuola di Aviano.
Durante la guerra italo-turca prese parte a numerose missioni operative di ricognizione sui cieli della Cirenaica, volando sui monoplani Blériot XI, ma anche su Bréguet 100 HP.
Per le imprese belliche compiute in Cirenaica il 22 marzo 1913 venne insignito della Medaglia d'argento al valor militare, successivamente trasformata nel titolo di Cavaliere dell'Ordine Militare di Savoia il 5 aprile 1914.
Al suo rientro in Italia riprese servizio nell'arma di fanteria, presso il reparto di appartenenza. Nel mese di aprile del 1913 si tenne sul campo di Mirafiori un concorso per la presentazione di nuovi aeroplani, che vedeva la partecipazione delle maggiori industrie italiane operanti nel ramo aviatorio. Il 19 aprile, durante la presentazione del prototipo Caproni 80 HP, l'aereo ebbe un incidente in fase di atterraggio, si capovolse e prese fuoco. Il Commissario del concorso, cap. Marenghi-Marenco fu l'unico a precipitarsi in soccorso degli sfortunati aviatori, e sfidando le fiamme riuscì a portare in salvo il pilota istruttore, ma nulla poté fare per salvare l'allievo pilota. Prima di rientrare in servizio presso il 68º Reggimento fanteria ricoprì il comando del Gruppo Squadriglie Nieuport, con sede a Milano, dotato di cinque squadriglie basate rispettivamente a Taliedo, Busto Arsizio, Bologna, Padova e Verona. In previsione dell'entrata in guerra dell'Italia il 7 gennaio 1915 venne costituito il Corpo aeronautico militare.
Dopo lo scoppio della guerra, il 24 maggio 1915, fu promosso al grado di maggiore, assumendo il comando del Gruppo Scuole di Pisa, con campi di addestramento a Coltano e San Giusto. Ansioso di rientrare in azione presentò domanda per essere assegnato in zona di operazioni, e per questo fatto nel marzo 1916 gli fu dato il comando del I Gruppo Aeroplani della 3ª Armata, sostituendo Alberto Novellis di Coarazze. Presso tale reparto partecipò ad alcune rischiose missioni belliche, come il bombardamento di Cucia Draga avvenuto il 26 maggio 1916, una ricognizione su Trieste e sul Carso del 9 giugno dello stesso anno. Il 27 giugno fu nominato comandante del Battaglione Squadriglie e del IV Gruppo Caproni da bombardamento, partecipando alla testa del reparto a numerose missioni di bombardamento sul territorio nemico. 
Il 25 agosto 1916 è nella 1ª Squadriglia Caproni.
Nel 1917, promosso tenente colonnello, assunse l'incarico di formare e comandare il Centro Formazione Squadriglie, che doveva coordinare la formazione e l'addestramento dei piloti usciti dalle scuole di volo, la competenza del personale incaricato della manutenzione dei velivoli e la costituzione delle nuove unità aeree da inviare al fronte. Nel 1918, ormai il colonnello, entrò brevemente in polemica con il poeta Gabriele D'Annunzio. Prima della guerra egli aveva chiesto al poeta di scrivere un motto per la nascente aeronautica militare, ma si sentì rispondere in tono semiserio che il volo era un'avventura senza futuro. Nell'ottobre 1918 D'Annunzio, nel frattempo diventato anch'egli aviatore, come a scusarsi della polemica d'anteguerra gli inviò copia autografata del suo libro La beffa di Buccari. con dedica personale. Dopo la fine del conflitto il Comando dei Centri di Formazione Squadriglie venne sciolto ed egli, su sua richiesta, fu posto in Posizione Ausiliaria Speciale. In riconoscimento dei suoi meriti, il 17 maggio 1919. fu insignito del titolo di Ufficiale dell'Ordine Militare di Savoia. In seguito fu nominato Ispettore degli aeroporti, occupandosi sia dello studio di nuove rotte civili per l'Italia e le Colonie, che della sicurezza degli aeroporti. Collocato in riposo nel 1935, andò a lavorare come consulente della produzione di aeroplani presso la Fiat Aviazione. Con il grado di generale di brigata aerea, si spense a Torino il 4 marzo 1940.

### Annotazioni
1. ↑  La Commissione esaminatrice era presieduta dal Maggiore Giulio Douhet, e vi prendevano parte Carlo Maria Piazza, Alberto Felice Marenghi-Marenco e Riccardo Moizo.
2. ↑  Con equipaggio formato da Slavorosoff e dall'allievo pilota Francesco Gallo.
3. ↑  Il fuoco aveva completamente avvolto la giubba dello sfortunato aviatore che Marenghi-Marenco aveva afferrato per trascinarlo lontano. La giubba si strappò impedendo ogni ulteriore soccorso.
4. ↑  Durante il periodo di funzionamento il Centro Formazione Squadriglie costituì 119 reparti, 588 aeroplani, ed addestrò 940 piloti, 354 osservatori e mitraglieri, 8.233 specialisti ed uomini di truppa.
5. ↑  La dedica recitava: Al valoroso Colonnello Marenco questo rapido siluro “sine litteris” è devotamente offerto. Gabriele d'Annunzio.
6. ↑  Sistemi di illuminazione, piste, procedure di avvicinamento, ecc.

### Fonti
1. 1 2 3 4 5 6 7  Ruffini 1996, p. 46.
2. 1 2 3 4 5 6 7  Ufficio Storico dell'Aeronautica Militare 1969, p. 125.
3. ↑  Cobianchi 1943, p. 277.
4. 1 2 3  Ruffini 1996, p. 47.
5. ↑  Ruffini 1996, p. 48.
6. 1 2 3 4 5 6 7 8 9  Ruffini 1996, p. 49.
7. 1 2 3 4 5 6 7  Ruffini 1996, p. 50.
8. ↑  Regio decreto del 5 aprile 1914, BU 1914, disp. 26, pag. 298.
9. ↑  Bollettino Ufficiale 1914, disp. 26, pag. 298.
10. ↑  Bollettino Ufficiale 1919, disp. 32, pag. 2255.